# سوببتین (دهانه)
سوببتین یک دهانه برخوردی در ماه‌ است.

## دهانه‌های اقماری
این دهانه ۳ دهانه اقماری دارد.
| Subbotin | عرض جغرافیایی | طول جغرافیایی | قطر          |
| -------- | ------------- | ------------- | ------------ |
| Q        | ۳۰.۸° S       | ۱۳۴.۳° E      | ۱۷.۰ کیلومتر |
| R        | ۳۱.۳° S       | ۱۳۳.۷° E      | ۱۶.۰ کیلومتر |
| J        | ۳۲.۰° S       | ۱۳۸.۱° E      | ۱۶.۰ کیلومتر |